# Cañada Candelaria
Cañada Candelaria är en ort i Mexiko.   Den ligger i kommunen Heroica Ciudad de Tlaxiaco och delstaten Oaxaca, i den sydöstra delen av landet, 290 km sydost om huvudstaden Mexico City. Cañada Candelaria ligger 2 064 meter över havet och antalet invånare är 488.
Terrängen runt Cañada Candelaria är huvudsakligen kuperad, men åt sydost är den bergig. Runt Cañada Candelaria är det ganska glesbefolkat, med 22 invånare per kvadratkilometer. Närmaste större samhälle är Heroica Ciudad de Tlaxiaco, 10,2 km nordost om Cañada Candelaria. I omgivningarna runt Cañada Candelaria växer huvudsakligen savannskog.